# مكتبة كروفورد
مكتبة كروفورد هي مكتبة تضم كتبًا قديمة عن هواية جمع الطوابع، أسسها جيمس ليندسي، إيرل كروفورد السادس والعشرون، بين عامي 1898 و1913. وبحلول وفاته عام 1913، كان يُعتقد أن كروفورد قد جمع أعظم مكتبة لهواة جمع الطوابع في عصره. واليوم، تُعد المكتبة جزءًا من مجموعات الطوابع البريدية للمكتبة البريطانية.

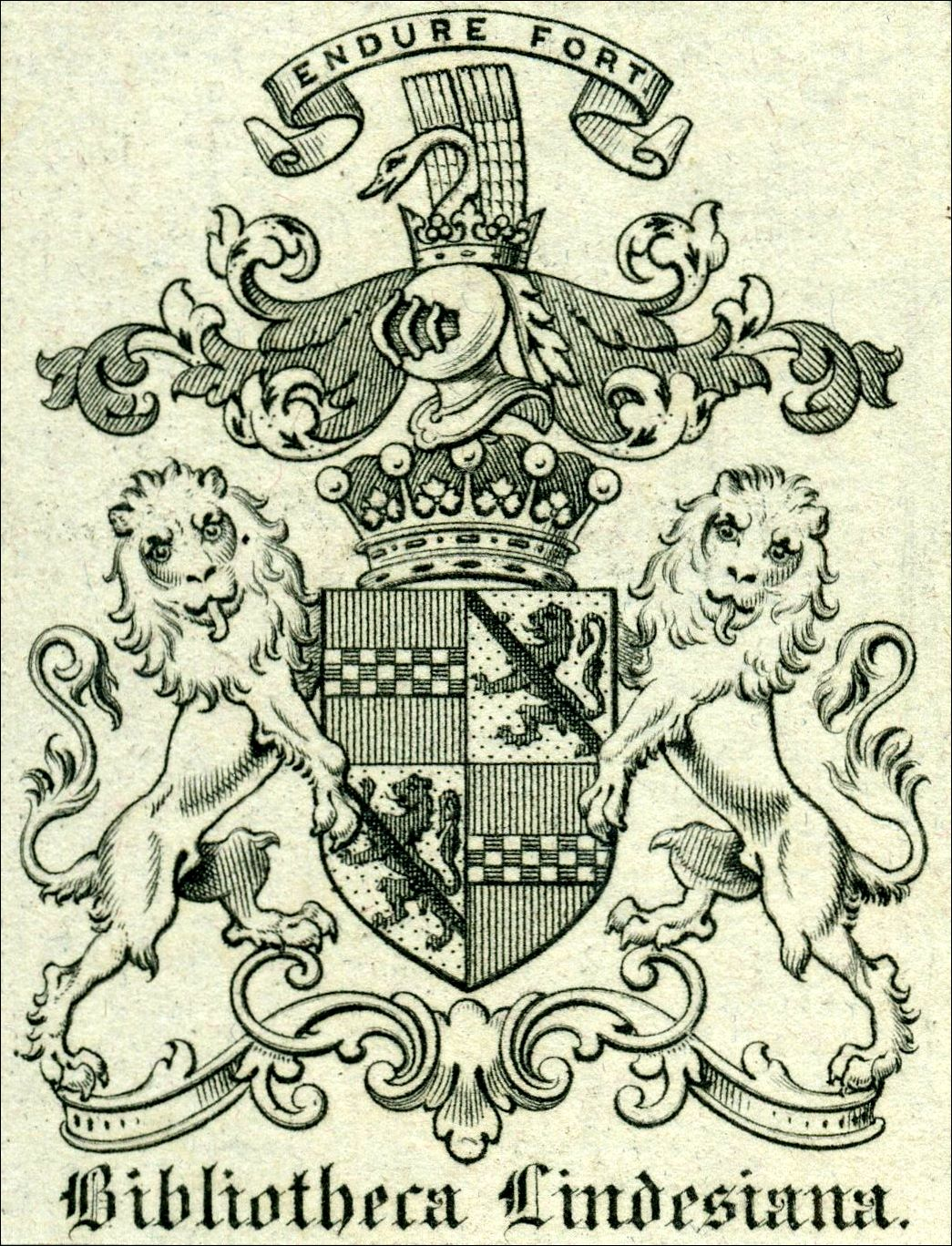
لوحة كتاب من مكتبة ليندسيانا.

## التأسيس والوصية
كان كراوفورد من هواة جمع الكتب المشهورين قبل أن يصبح مهتمًا بهواية جمع الطوابع بوقت طويل. تأسست مكتبة العائلة، "مكتبة ليندسيانا"، الواقعة في قاعة هايغ في هايغ بالقرب من ويغان، في القرن السادس عشر، واكتسبت شهرة عالمية بين الباحثين بفضل شموليتها وكثرة قوائمها المرجعية التي تجاوزت المائة ألف مجلد.

### مكتبة تيفاني

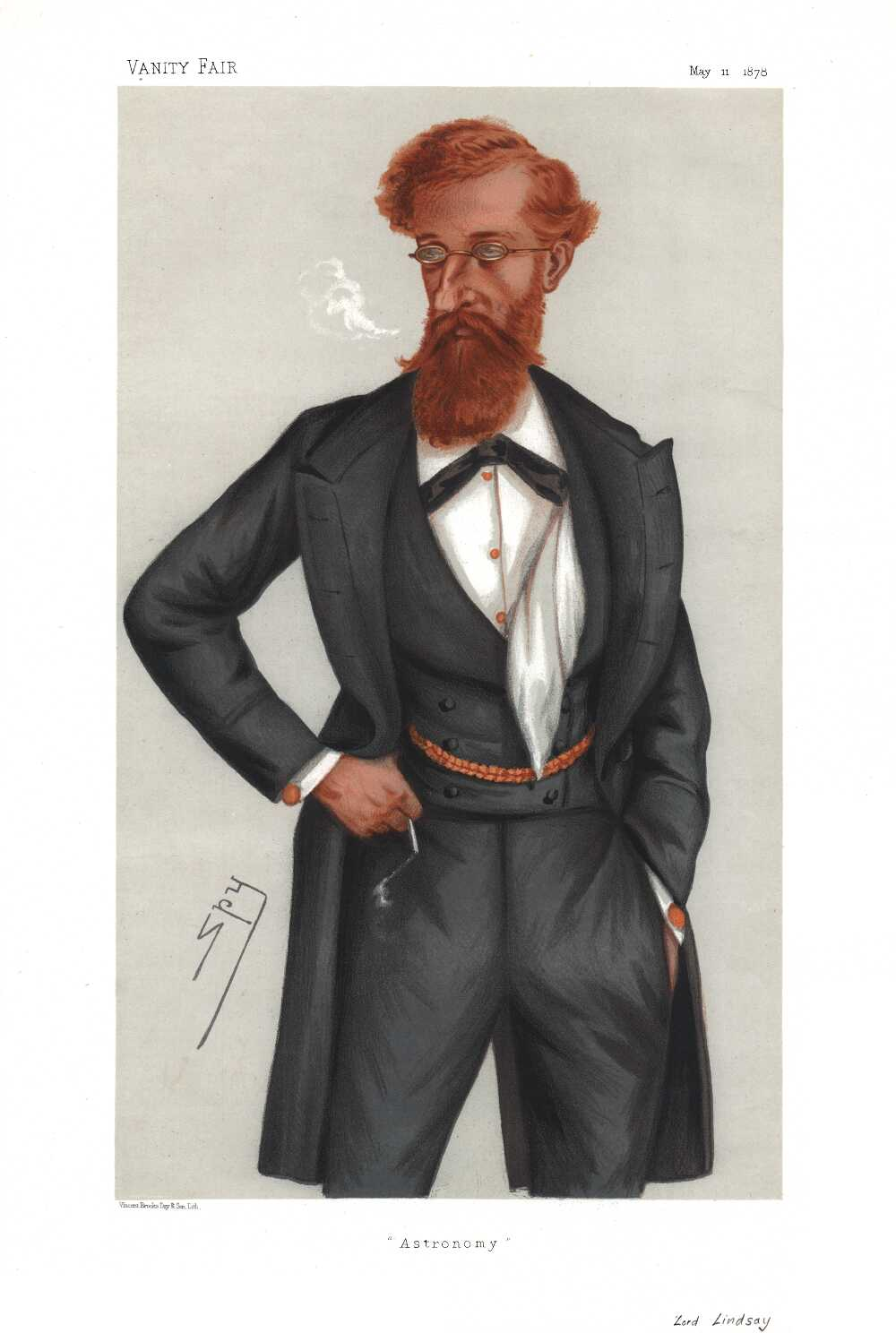
جيمس ليندسي، إيرل كراوفورد

بعد عام 1897 بفترة وجيزة، اشترى كراوفورد مكتبة الأدبيات الطوابعية التي أسسها جون كير تيفاني من سانت لويس بولاية ميسوري، أول رئيس للجمعية الأمريكية لهواة الطوابع، والتي كانت تُعتبر الأكثر اكتمالاً حتى ذلك الوقت. تميّزت مكتبة تيفاني بثراءٍ خاص في مجلات هواة الطوابع الأمريكية، وقد قُدّر أنه كان يمتلك 97٪ من كل ما نُشر عن هواة الطوابع الأمريكيين بحلول وقت وفاته، بما في ذلك قوائم أسعار التجار، وسجلات الجمعية، وحتى الموسيقى المتعلقة بالطوابع. وقد أُدرج جزء كبير من مكتبة تيفاني في العمل الذي أنتجه لمكتبة بوسطن العامة عام 1874 بعنوان "المكتبة الطوابعية".
استحوذ تشارلز جيمس فيليبس، المدير الإداري لشركة ستانلي غيبونز آنذاك، على مكتبة تيفاني لكراوفورد، بعد أن اطلع عليها أثناء سفرهِ في أمريكا. أبلغ فيليبس كروفورد أن حالة المكتبة ليست جيدة، وأن سعرها البالغ 10,000 دولار أمريكي (حوالي 2,000 جنيه إسترليني آنذاك) مرتفع للغاية، لكن كراوفورد نصحه بشرائها بهذا السعر على أي حال. احتوت المكتبة على 909 مجلدات مجلدة و136 مجلدًا غير مجلد، بالإضافة إلى فهرس بطاقات شامل لمحتوياتها، وهو أمر ذو قيمة كبيرة في حد ذاته. سُلمت المكتبة إلى كراوفورد في 39 صندوقًا في منزلهِ بلندن في 2 كافنديش سكوير في 28 يونيو 1901. فرض فيليبس عمولة بنسبة 5% على المفاوضات.
بعد شراء مكتبة تيفاني، عيّن كروفورد إدوارد ديني بيكون أمينًا على المجموعة. عمل بيكون من ساحة كافنديش، حيث قام بفرز وفهرسة الأعمال، وكان دؤوبًا في البحث عن الدوريات الطوابعية المفقودة بمساعدة ستانلي غيبونز.

### مكتبة فرانكل
أُضيفت مكتبة القاضي الراحل هاينريش فرانكل من برلين، وهو أمين مكتبة سابق في نادي هواة جمع الطوابع في برلين، والتي ضمت مقتنيات قيّمة من الأدب الألماني، وتضمنت أيضًا مكتبة سيغموند فريدل من فيينا. بلغ مجموع ما احتوته هذهِ المكتبة 39 صندوقًا من الكتب، مع تبرعات فائضة منها للجمعية الملكية لهواة جمع الطوابع لمكتبتها.

### التبرع
كان كروفورد أمينًا على المتحف البريطاني، وبعد وفاته في 31 يناير/كانون الثاني 1913، تبرع بالمكتبة لصالح المتحف البريطاني بموجب ملحق لوصيته. استُلمت المكتبة في 17 مارس/آذار 1913. وفي عام 1973، انتقلت إلى المكتبة البريطانية بعد إعادة تنظيمها.

## الفهارس
في عام 1911، نشرت مطبعة جامعة أبردين فهرسًا للمكتبة بقلم إدوارد ديني بيكون تحت عنوان "مكتبة ليندسيانا، المجلد السابع: ببليوغرافيا للكتابات العامة والخاصة والدورية التي تشكل أدب الطوابع"، وفي عام 1911، مُنحت حقوق العمل إلى جمعية الأدب الطوابعي (PLS). أعادت الجمعية نشر العمل تحت عنوان "فهرس مكتبة إيرل كروفورد الطوابعية، ك.ت."، وهو عمل فاز بميدالية ذهبية كبيرة في معرض الطوابع Postwertzeichen Ausstellung في فيينا عام 1911. نُشر ملحق للفهرس في عام 1926 بواسطة PLS وملحق في طبعة مارس 1938 من مجلة لندن لهواة الطوابع، وكلاهما من تأليف إي. دي. بيكون. في عام 1991، نشرت المكتبة البريطانية طبعة جديدة من الفهرس، تضمنت علامات الرفوف والهوامش بقلم إي. دي. بيكون، ومقدمة بقلم ديفيد بيتش.
لا تُضمّن المكتبة جميع الأعمال المذكورة في هذه الكتب، إذ كان الكتاب الأصلي عبارة عن ببليوغرافيا لجميع الأعمال الطوابعية المعروفة، وليس فهرسًا لمكتبة كروفورد.

## الصيانة والحفظ
في عام 1985، بدأ مشروع ضخم لتصوير المكتبة على شريط ميكروفيلم، حيث وُجد أن العديد من أعمالها قد تدهورت مع مرور الزمن. وقد اكتمل هذا المشروع الآن.
بالإضافة إلى ذلك، وبحلول فبراير 2011، كان حوالي 80% من المكتبة قد أُعيد ترميمها، مع أو بدون أعمال الترميم، مثل إزالة الحموضة والتصفيح.

## عرض المكتبة
يمكن مشاهدة هذهِ الكتب والأعمال الأدبية لهواة الطوابع في غرفة قراءة الكتب النادرة والموسيقى بالمكتبة البريطانية.

## المحتويات
تحتوي المكتبة على ما يقارب 4500 مجلد وتتميز باحتوائها على التالي:
- الإعلانات البريدية المبكرة للصين.[1]
- كتاب فريدريك بوتي "مساعدات لهواة جمع الطوابع"، 1862. أول فهرس للطوابع البريدية باللغة الإنجليزية.[3]
- دفاتر القاضي ف. أ. فيلبريك، أحد أوائل هواة جمع الطوابع.[1]
- أدب ووثائق من مؤتمرات هواة جمع الطوابع المبكرة في بريطانيا العظمى.[1]
- فهرس ماونت براون للطوابع البريدية البريطانية والاستعمارية والأجنبية، 1862. ثاني كتالوج للطوابع باللغة الإنجليزية.[3]
- أقدم فهرس معروف لطوابع مجموعة ستانلي غيبونز.
- فهرس الدكتور جون إدوارد غراي "دليل طوابع البريد لهواة جمع الطوابع"، 1862. أحد أوائل فهارس الطوابع.[3]
- الإصدارات الخمسة عشر الأولى من دليل سكوت للطوابع من شركة ج. دبليو. سكوت وشركاه.[3]
- دليل أ. سي. كلاين لهواة جمع الطوابع. الطبعة الأولى.[3]
- مواد من أوسكار بيرغر-ليفرولت، وجان بابتيست موينز، وبيير ماهي وأولاده.[3]
- رسم لأدولف راينهايمر يُصوّر أول عرض عام مُوثّق للطوابع البريدية في متحف فاندرمالين في بروكسل (1852).[5]

## اقرأ أيضاً
- Bacon, Edward Denny. Catalogue of the Crawford Library of philatelic literature at the British Library. Revised edition. New York: Printer's Stone in association with the British Library, 1991. (ردمك 0-941480-10-0)

## روابط خارجية
- مجموعات الطوابع البريدية للمكتبة البريطانية: مكتبة كروفورد.